# Nicola Scaife
Nicola Scaife (* 1984/85 in Albury) ist eine australische Ballonsportlerin. 2014 wurde sie in Leszno erste FAI-Weltmeisterin der Frauen im Heißluftballonfahren, 2016 konnte sie diesen Titel in Birštonas verteidigen.

## Sportliche Karriere

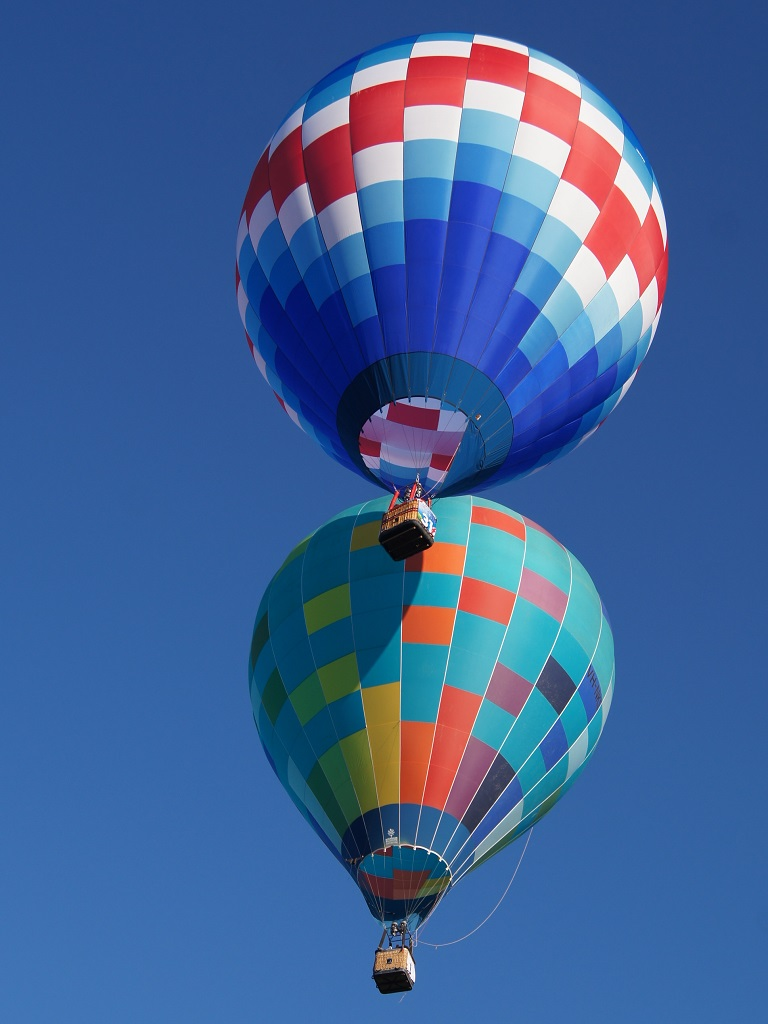
Nicola Scaife und Kellie Keller (USA; oben) im Kampf um Punkte (2018)

Scaife wurde in Albury in New South Wales geboren. Als Jugendliche wählte sie Kanumarathon als Leistungssport, musste jedoch verletzungsbedingt aufgeben. Danach interessierte sie sich für Heißluftballonfahren. Nachdem sie in einer Firma dieser Branche gearbeitet hatte, begann Scaife 2006 mit dem Ballonfahren. Ein Jahr später erhielt sie ihre Lizenz und wurde dann Berufspilotin.
Seit 2013 nimmt Scaife an Wettbewerben teil. Bei ihrem vierten Wettkampf gewann sie 2014 die erste FAI-Weltmeisterschaft der Frauen im polnischen Leszno. Zwei Jahre später verteidigte sie erfolgreich ihren Titel bei der zweiten Weltmeisterschaft im litauischen Birštonas. Im Jahr 2018 gewann Scaife Bronze bei der dritten FAI-Weltmeisterschaft der Frauen in Nałęczów, Polen.
Scaife und ihr Ehemann Matthew betreiben ein Ballonunternehmen in Hunter Valley. Sie sind Eltern von zwei Söhnen.

## Erfolge
- 3. FAI-Weltmeisterschaft der Frauen in Nałęczów, Polen, 2018 – 3. Platz
- 2. FAI-Weltmeisterschaft der Frauen in Birštonas, Litauen, 2016 – Weltmeisterin
- 1. FAI-Weltmeisterschaft der Frauen in Leszno, Polen, 2014 – Weltmeisterin